# Jecza Tibor
Jecza Tibor (Sepsiszentgyörgy, 1937. október 22. – 2009. január 28.) erdélyi magyar szerkesztő, vállalkozó. Jecza Péter szobrászművész bátyja.

## Életútja
Római katolikus munkás családból származik, felsőfokú tanulmányokat a Bolyai Tudományegyetemen folytatott magyar nyelv- és irodalom szakon, középiskolai tanári diplomáját 1959-ben kapta kézhez. Pályakezdő éveiben középiskolai tanárként működött, majd 1972-től a Megyei Tükör főszerkesztőhelyettese lett, 1974 és 1983 közt főszerkesztője. Később a Háromszék napilapnál munkatárs.
Jelentős szerepe volt Sepsiszentgyörgy művelődési és irodalmi életében. Szerkesztésében jelent meg 1969-ben a Kapuállító című antológia I. kötete, 1970-72 közt a sepsiszentgyörgyi múzeum (1989 után Székely Nemzeti Múzeum) Aluta című évkönyvének két kötete, továbbá Kovászna megye monográfiája. 1989 után megalapította az Europrint Kiadót Sepsiszentgyörgyön, s egy időre, mig a vállalkozását fent tudta tartani, fellendítette a magyar könyvek kiadását.